# デ・プーロ・グアポ
『デ・プーロ・グアポ』（西: De puro guapo）という題名（「男意気で」という意味の題名）のタンゴの曲は2曲ある。

## 『デ・プーロ・グアポ』 （ペドロ・ラウレンス作曲）
ペドロ・ラウレンス（Pedro Laurenz）作曲のタンゴで、1937年発表の作品。
マニエル・メアーニョス（Manuel A Meaños）の歌詞がついてくるが、歌詞なしのほうがよく聴かれる。
オスヴァルド・プグリエーセ楽団、オラシオ・サルガン代表のキンテート・レアル録音が人気がある。
下の、「デ・プーロ・グアポ」よりも、こちらのほうがよく聴かれる。
なお、小松亮太の演奏の録音が、スズキ自動車のコマーシャルに流れたことがある。

## 『デ・プーロ・グアポ』 （ラファエル・イリアルテ作曲）
ラファエル・イリアルテ（Rafael Iriarte）作曲 のタンゴで、1927年発表の作品。
ファン・カルロス・フェルナンデス・ディアス（Juan Carlos Fernández Díaz）の歌詞がある。
カルロス・ガルデルの歌の録音がある。